# Mirren Mack
Mirren Mack (Stirling, Escocia; 8 de diciembre de 1997) es una actriz británica, conocida por interpretar a Kaya en el drama de la BBC, The Nest, Florence en Sex Education, Queenie en la producción de 2022 del National Theatre de Small Island y la princesa/emperatriz Merwyn en la miniserie de Netflix The Witcher: Blood Origin.

## Biografía

### Infancia y educación
Mirren Mack nació el 8 de diciembre de 1997 en Stirling, ubicada en la región central de Escocia. Desde muy joven, estuvo expuesta a la industria del entretenimiento, ya que su padre, Billy, era actor y su madre, Callan, profesora de teatro. Su hermana menor, Molly, también es actriz. Junto con su hermana Molly, bailó en los Juegos de la Commonwealth de Glasgow de 2014. Mack fue a la escuela primaria Riverside y luego a la escuela secundaria Wallace en Stirling, posteriormente asistió a la Escuela de Danza del Teatro Musical de Escocia, hasta que audicionó con éxito para la Guildhall School of Music and Drama, donde estudió una licenciatura en Artes en Actuación.

### Carrera
Mack hizo su debut como actriz profesional en 2016, en una producción teatral de Bat Boy, donde interpretó el papel de la alcaldesa Maggie. Luego debutó en televisión en tres episodios de la serie Sex Education de Netflix donde interpretó el personaje de Florence Simmons. En 2020, interpretó su primer papel principal como Kaya en la serie dramática de la BBC The Nest junto a Martin Compston y Sophie Rundle. Mack salió del encierro debido a la epidemia de COVID-19 para aparecer en la séptima temporada del concurso televisivo Artist of the Year en el canal británico Sky Arts, cuyo objetivo es encontrar cada año al mejor retratista y paisajista.
En agosto de 2021, comenzó a filmar la miniserie de Netflix The Witcher: Blood Origin, ambientada 1200 años antes de The Witcher, donde interpreta el papel principal de la princesa Merwyn en un elenco que incluye a Lenny Henry, Laurence O'Fuarain y Michelle Yeoh. La serie se estrenó en Netflix el 25 de diciembre de 2022.
Sus representaciones teatrales incluyen la obra Wound de Philip Ridley en 2020. En 2022, interpretó a Ofelia en la adaptación de la obra de Shakespeare, Hamlet, en el teatro Old Vic en Bristol y, ese mismo año, interpretó el papel de Queenie en la obra Small Island en el Royal National Theatre de Londres.
En 2024, interpretó a Katherine Villiers, duquesa de Buckingham en tres episodios del drama de época de Sky Atlantic. Mary & George.

## Filmografía

### Cine
| Año  | Título                 | Papel             | Notas                                    | Ref.          |
| ---- | ---------------------- | ----------------- | ---------------------------------------- | ------------- |
| 2021 | Ladybaby               | Rose              | Cortometraje                             |               |
| 2021 | Mudlarks               | Ansel             | Cortometraje dirigido por Dominic Gilday | [ 19 ] [ 20 ] |
| 2022 | Blood Rites            | Rose              | Cortometraje                             |               |
| 2022 | The Painter & The Poet | Gemma             | Cortometraje                             |               |
| 2023 | My House               | Carla             |                                          |               |
| 2023 | The Möbius Trip        | Ivy               | Cortometraje                             |               |
| 2025 | Hedda                  | Tabitha Greenwood | Posproducción                            | [ 21 ]        |

### Televisión
| Año  | Título                      | Papel                                     | Notas                                              | Ref.   |
| ---- | --------------------------- | ----------------------------------------- | -------------------------------------------------- | ------ |
| 2020 | Sex Education               | Florence Simmons                          | Papel recurrente; 3 episodios                      |        |
| 2020 | The Nest                    | Kaya                                      | Papel principal; 5 episodios                       | [ 22 ] |
| 2020 | Portrait Artist of the Year | Ella misma                                | Séptima temporada                                  |        |
| 2021 | Dalgliesh                   | Maggie Hewson                             | Episodios: «The Black Tower - Part One y Part Two» |        |
| 2022 | The Witcher: Blood Origin   | Merwyn                                    | Miniserie; 4 episodios                             | [ 23 ] |
| 2023 | The Doll Factory            | Rose                                      | Miniserie; 6 episodios                             | [ 24 ] |
| 2024 | Mary & George               | Katherine Villiers, duquesa de Buckingham | Miniserie; 3 episodios                             | [ 25 ] |
| 2024 | Say Nothing                 | Roisin                                    | Episodio: «Evil Little Maniacs»                    |        |
| 2024 | Strike                      | Edie Ledwell                              | Episodio: «The Ink Black Heart: Part 1»            |        |
| 2025 | Miss Austen                 | Dinah                                     | Miniserie: 4 episodios                             | [ 26 ] |

### Teatro
| Año  | Título                | Papel            | Director           | Ref.   |
| ---- | --------------------- | ---------------- | ------------------ | ------ |
| 2016 | Bat Boy               | Alcaldesa Maggie | Graham Dickie      |        |
| 2017 | La gaviota            | Arkadina         | Wyn Jones          |        |
| 2017 | The Relapse           | Amanda           | Jonathan Humphreys |        |
| 2017 | Talk to the Dog       | Chica            | Ellis Howard       |        |
| 2017 | Orphans               | Helen            | Brodie Ross        | [ 6 ]  |
| 2018 | Noche de reyes        | Viola            | Niamh Cusack       | [ 6 ]  |
| 2018 | The Bachai            | Agave            | Patsy Rodenburg    | [ 6 ]  |
| 2018 | Phaedra's Love        | Phaedra          | Wyn Jones          | [ 6 ]  |
| 2018 | Oklahoma!             | Ado Annie        | Christian Burgess  | [ 6 ]  |
| 2018 | Mercury Fur           | Naz              | John Haidar        | [ 6 ]  |
| 2019 | Orestes               | Electra          | Charlotte Gwinner  | [ 6 ]  |
| 2019 | Merrily We Roll Along | Joanne           | Martin Connor      | [ 6 ]  |
| 2022 | Small Island          | Queenie          | Rufus Norris       | [ 27 ] |
| 2024 | Las uvas de la ira    | Rose of Sharon   | Frank Galati       | [ 28 ] |
| 2025 | The Master Builder    | Kaia             | Lila Raicek        | [ 29 ] |

## Premios y nominaciones
| Año  | Premio                          | Categoría                                                        | Trabajo  | Resultado | Ref.          |
| ---- | ------------------------------- | ---------------------------------------------------------------- | -------- | --------- | ------------- |
| 2020 | BAFTA Scotland Award            | Mejor actriz de televisión                                       | The Nest | Nominada  | [ 30 ] [ 31 ] |
| 2021 | British Short Film Awards       | Mejor actriz                                                     | Mudlarks | Nominada  | [ 18 ] [ 20 ] |
| 2021 | British Short Film Awards       | Mejor elenco (compartido con Naomi Preston-Low y Dominic Gilday) | Mudlarks | Ganadora  | [ 19 ] [ 20 ] |
| 2021 | Lift-Off Global Network, London | Mejor elenco (compartido con Naomi Preston-Low y Dominic Gilday) | Mudlarks | Ganadora  | [ 30 ] [ 32 ] |